# Sopot Festival 2007
Sopot Festival 2007 – 44. edycja festiwalu muzycznego odbywającego się w sopockiej Operze Leśnej. Festiwal odbył się 31 sierpnia-2 września 2007 a organizowany był przez telewizję TVN. Pierwszego i drugiego dnia miał miejsce Konkurs o Nagrodę Bursztynowego Słowika i Słowika Publiczności. Trzeciego natomiast można było zobaczyć gości specjalnych.

## Drugi dzień
1 września 2007 roku miał miejsce konkurs o nagrodę Bursztynowego Słowika i Słowika Publiczności. W półfinale udział wzięło pięciu polskich wykonawców, z których wyłoniono jednego finalistę. Po półfinałach odbył się krótki recital zespołu Mattafix – zwycięzcy ubiegłorocznego
konkursu. Po występie grupy odbył się finał 44. konkursu o Bursztynowego Słowika. Z siedmiu wykonawców (sześciu zagranicznych i jednego polskiego przedstawiciela) jury wyłoniło zwycięzcę konkursu i laureata Bursztynowego Słowika. Galę poprowadziła Magdalena Mołek i Doda, która oprócz tego zaśpiewała „To jest to”.

### Półfinał
| Lp. | Wykonawca                 | Piosenka              | Miejsce | Punkty |
| --- | ------------------------- | --------------------- | ------- | ------ |
| 1   | Feel                      | A gdy jest już ciemno | 1       | 24     |
| 2   | Sumptuastic               | Opuszczony            | 2       | 14     |
| 3   | Szymon Wydra & Carpe Diem | Gdzie jesteś dziś     | 3       | 14     |
| 4   | Małgorzata Ostrowska      | Słowa                 | 2       | 14     |
| 5   | Łukasz Zagrobelny         | Nieprawda             | 3       | 14     |

### Finał
| Lp. | Państwo           | Język           | Wykonawca           | Piosenka              | Miejsce | Punkty |
| --- | ----------------- | --------------- | ------------------- | --------------------- | ------- | ------ |
| 1   | Szwecja           | język angielski | September           | Cry For You           | 3       | 16     |
| 2   | Francja           | język francuski | Thierry Amiel       | Coeur Sacré           | 7       | 4      |
| 3   | Niemcy            | język angielski | Monrose             | Shame                 | 4       | 8      |
| 4   | Stany Zjednoczone | język angielski | The Cloud Room      | Hey Now, Now          | 5       | 8      |
| 5   | Francja           | język francuski | Emmanuel Moire      | Ca me fait du bien    | 2       | 30     |
| 6   | Wielka Brytania   | język angielski | Sophie Ellis-Bextor | Me and My Imagination | 6       | 5      |
| 7   | Polska            | język polski    | Feel                | A gdy jest już ciemno | 1       | 48     |

### Jury
Jury Międzynarodowego Konkursu Sopot Festival decydowało o tym, kto zdobędzie prestiżową nagrodę Bursztynowego Słowika.
W jury zasiedli:
- Piotr Metz – dyrektor Sopot Festivalu, redaktor naczelny magazynu „Machina”,
- Justyna Steczkowska – wokalistka popowa, skrzypaczka, prezenterka programów telewizyjnych,
- Robert Kozyra – prezes Radia Zet (był jurorem również w 2006 i 2007 roku),
- Piotr Rubik – polski wiolonczelista, kompozytor muzyki pop, filmowej i teatralnej oraz prezenter telewizyjny,
- Wojciech Fułek – wiceprezydent miasta Sopot.

|            |                                                            | Głosy w finale |     |    |    |
| PUNKTY     | Polska                                                     | Sopot          | TVN |    |    |
| Uczestnicy | Szwecja                                                    | 16             | 4   | 4  | 8  |
| Uczestnicy | Francja Thierry Amiel                                      | 4              | 1   | 2  | 1  |
| Uczestnicy | Niemcy                                                     | 8              | 2   | 2  | 4  |
| Uczestnicy | Stany Zjednoczone                                          | 8              | 3   | 3  | 2  |
| Uczestnicy | Francja Emmanuel Moire                                     | 30             | 10  | 10 | 10 |
| Uczestnicy | Wielka Brytania                                            | 5              | 1   | 1  | 3  |
| Uczestnicy | Polska                                                     | 48             | 18  | 18 | 12 |
| Uczestnicy | Kraje w tabeli są uporządkowane w kolejności występowania. |                |     |    |    |

## Trzeci dzień
Trzeci dzień Festiwalu upłynął pod hasłem dyskotekowe przeboje lat 70. Na scenie Opery Leśnej pojawili się goście specjalni, którzy prezentowali swoje największe hity z tamtych lat. Galę prowadziła Kayah.

### Goście specjalni
| Lp. | Wykonawca       | Piosenka                   |
| --- | --------------- | -------------------------- |
| 01  | Gloria Gaynor   | I Will Survive             |
| 02  | Village People  | YMCA                       |
| 03  | Hot Chocolate   | Love Is Life               |
| 04  | Kool & The Gang | Celebration, Ladies’ Night |
| 05  | Sister Sledge   |                            |